# Virginie Despentes
Virginie Despentes (Nancy, 13 juni 1969) (spreek uit: 'Deepante') is een Frans schrijver en filmmaker.

## Biografie
Na haar jeugd in de Elzas verhuisde Despentes naar Lyon, waar ze onder andere werkte als huisbediende, prostituee in massagesalons en peepshows, verkoopster, freelance rockjournaliste en recensente van pornofilms. Baise-moi, haar eerste roman over twee meiden en hun moordende tocht door Frankrijk, was een succès de scandale. Het boek werd in 2000 door Despentes verfilmd samen met Coralie Trinh Thi en met in de hoofdrollen de pornoactrices Raffaëla Anderson en Karen Lancaume. Zowel de roman als de film zorgden voor veel ophef vanwege het geweld, de expliciete seks, en de rauwe taal van de vrouwelijke protagonisten.
Despentes verhuisde naar Parijs, waar in 2001 Les Jolies choses eveneens werd verfilmd, met in de hoofdrollen Marion Cotillard en Stomy Bugsy. De film werd datzelfde jaar op het Festival van Deauville bekroond met de prix Michel d'Ornano. In 2006 verscheen haar essay King Kong théorie, over haar ervaringen in de Franse seksindustrie. In 2009 regisseerde Despentes de documentaire Mutantes (Feminist Porn Punk). In 2011 werd haar roman Bye Bye Blondie verfilmd, met Béatrice Dalle en Emmanuelle Béart in de hoofdrollen.
Despentes won in 1998 de Prix de Flore en in 1999 de Prix Saint-Valentin voor Les Jolies Choses. In 2010 werd haar roman Apocalypse Bébé bekroond met de Prix Renaudot.

### Romans
- Baise-moi 1993, Grasset, 1999 (Genaaid, 1998, Anthos-Manteau, vert. Katelijne De Vuyst)
- Les Chiennes savantes, 1997 (Hot dogs, 1999, Anthos-Manteau, vert. Katelijne De Vuyst)
- Les Jolies choses, Grasset, 1998 (De mooie dingen, 2001, Anthos-Manteau, vert. Katelijne De Vuyst)
- Teen spirit, Grasset, 2002
- Bye bye Blondie, Grasset, 2004
- Apocalypse Bébé, Grasset, 2010 (Apocalyps Baby, De Geus, 2011, vert. Kiki Coumans)
- Vernon Subutex, 1, Grasset, 2015 (Het leven van Vernon, deel 1, De Geus, 2015, vert. Jan Versteeg)
- Vernon Subutex, 2, Grasset, 2016 (Het leven van Vernon, deel 2, De Geus, 2016, vert. Alice Teekman)
- Vernon Subutex, 3, Grasset, 2017
- Cher connard, Grasset, 2022 (Beste klootzak, De Geus, 2025, vert. Carlijn Brouwer)

### Essays
- King Kong théorie, Grasset, 2006 (King Kong-theorie, De Geus, 2023, vert. Alice Teekman)

## Filmografie

### Regie
- Baise-Moi (2000) - met Coralie Trinh Thi
- Bye Bye Blondie (2011)